# Рокхаузен
Рокхаузен (нем. Rockhausen) — община в Германии, в земле Тюрингия. 
Входит в состав района Ильм. Подчиняется управлению Рихгаймер Берг.  Население составляет 277 человек (на 31 декабря 2010 года). Занимает площадь 4,00 км².

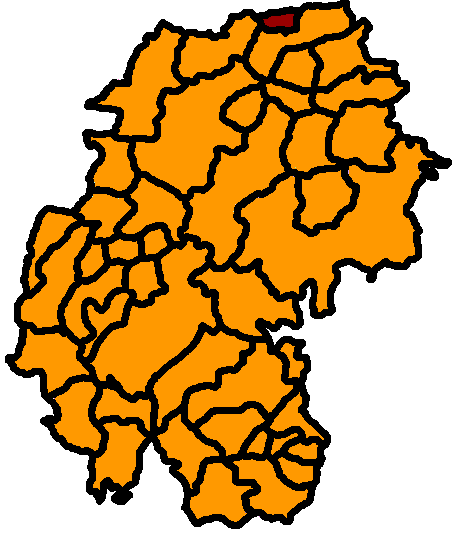
Рокхаузен